# Señorío de Myllendonk
El Señorío de Myllendonk (a veces escrito como Millendonk) fue un estado del Sacro Imperio Romano Germánico el cual se ubicaba en el oeste del estado alemán de Renania del Norte-Westfalia. Este limitaba tanto al oeste y al norte con el ducado de Jülich, al sur con el señorío de Dyck y al este y al sureste con el Electorado de Colonia. El señorío incluía la ciudad de Korschenbroich y el castillo de Myllendonk. Desde el año 1700 el señorío adquirió la inmediatez imperial, y con ella el derecho a voto en el Tribunal de los Condes de Westfalia.

## Geografía
El señorío incluía las ciudades de Korschenbroich, Raderbroich, Herzbroich, Herrenshof, Engbrück, Trietenbroich, Neersbroich y Pesch hasta 1350 y desde 1707. En 1733 el área cubría unos 10 km² e implicaba alrededor de 1.600 habitantes.
Ya en el año 340 la emperatriz Elena donó bienes de Korschenbroich al monasterio de San Gerón de Colonia, lo que indica una cristianización muy temprana. Korschenbroich, la ciudad central de Myllendonk, se desarrolló a partir de Kirsmichhof, cuya asociación agrícola incluía 500 acres de tierra. A principios del siglo XII se tiene constancia de varios caballeros de Kirsmich. Según Jakob Bremer, el señorío de Kirsmich pertenecía a un dominio romano en Raderbroich y fue legado en el año 714 por la noble franca Plectruda, con el patrocinio de la Iglesia, al monasterio de María del Capitolio, en Colonia. Este Kirsmichhof, incluida la sucesión legal, pasó a manos de Myllendonk.

## Historia
La primera mención de los señores de Myllendonk data de 1166, los afirma como pertenecientes a una de las líneas más importantes del Bajo Rin. Posteriormente los duques de Güeldres obtuvieron el dominio del territorio entre 1268 y 1279, cuando paso al arzobispado de Colonia. La línea fue anexada a la familia Pesch Myllendonk en 1263, y alrededor de 1350 pasó a la Casa de Mirlaer, que cambió su nombre a Myllendonk-Mirlaer. El señorío fue finalmente heredado por Juan Jacobo, conde de Bronckhorst y Anholt, miembro de los duques de Croÿ en 1682, por la condesa de Berlepsch en 1694 y, a través de la herencia femenina, por los condes de Ostein en 1700. A Myllendonk se le fue dada la inmediatez imperial en 1700, lo que le dio voto y voz en el Reichstag y en el consejo de condes de Westfalia.
Los condes de Ostein gobernaron Myllendonk hasta 1794, cuando los franceses conquistaron el territorio alemán en el lado occidental del río Rin, lo cual se confirmaría con el Tratado de Lunéville. Los condes de Ostein, ya mediatizados, fueron compensados con el control de la abadía secularizada de Buchau en 1803. Myllendonk siguió siendo parte de Francia hasta el fin de las Guerras napoleónicas. El Congreso de Viena  de 1814 le cedería el territorio a Prusia junto con toda la región de Westfalia. Al año siguiente el señorío fue abolido de iure y el territorio fue anexado a la recién creada provincia de Renania, Prusia.